# Asota baumanniana
Asota baumanniana är en fjärilsart som beskrevs av Karsch 1895. Asota baumanniana ingår i släktet Asota och familjen nattflyn. Inga underarter finns listade i Catalogue of Life.